# Mitsubishi J8M
Les Mitsubishi J8M Shusui (en japonais : 三菱 J8M 秋水) et Mitsubishi J8M2 (en japonais : 三菱 J8M 秋水改) "Shusui-kai sont des prototypes d'intercepteur à moteur-fusée japonais de la Seconde Guerre mondiale.

## Conception
Le J8M1 a été conçu à la suite d'un accord de licence pour copier le Messerschmitt Me 163 Komet allemand. L'acheminement maritime des plans du Messerschmitt Me 163 Komet connut de sérieux problèmes, ce qui poussa les ingénieurs japonais à concevoir l'avion à partir d'un manuel d'opérations de vol et d'autres documentations limitées. Les attachés militaires de l'armée japonaise prirent conscience du potentiel du Messerschmitt Me 163 Komet lors d'une visite au centre Erprobungskommando (en) 16, où se trouvait l'escadron d'évaluation de la Luftwaffe.

## L'accord
L'accord passé avec l'Allemagne consistait à remplir les conditions suivantes pour le printemps 1944 :
- Fournir les plans complets du Me 163B Komet ainsi que ceux de son moteur HWK 509A ;
- Fournir un exemplaire complet du Me 163B Komet et des sous-ensembles et composants ;
- Fournir trois moteurs HWK 509A complets ;
- Informer les Japonais de chaque amélioration et évolution du Komet ;
- Permettre aux Japonais d'étudier les procédés de fabrication du Komet ainsi que son moteur.

## Premier vol
Le premier vol du J8M eut lieu le 7 juillet 1945 avec à son bord Lt. Cdr. Toyohiko Inuzuka, pilote d'essais. L'avion fut lancé avec succès depuis un chariot, une fois l'altitude de 400 mètres atteinte le moteur s'arrêta et l'avion décrocha. Inuzuka réussit à faire planer l'avion, mais percuta un bâtiment sur le bord de la piste ce qui provoqua la destruction du J8M. Il mourut le lendemain.

Mitsubishi J8M1 Sushui au Planes of Fame Museum.

## Appareils existants
Sur les quatre appareils produits, seuls deux ont survécu. L'un est exposé au Planes of Fame Museum, à Chino, Californie.